# Mikel Amondarain
Mikel Jesús Amondarain (General Mansilla, Partido de Magdalena; 6 de enero de 2005) es un futbolista argentino. Juega de mediocampista en Estudiantes de La Plata de la Primera División de Argentina.

## Trayectoria
Nacido futbolísticamente en el Club Racing de Bavio, fue captado por las divisiones inferiores de Estudiantes de La Plata en 2012, realizando gran parte del fútbol infantil y siendo capitán en su división en juveniles, hasta su llegada a Primera División. En abril de 2025, firmó su primer contrato como jugador profesional.
El 26 de julio de 2025 hizo su debut en primera división, ingresando en el triunfo por 1 a 0 ante Racing Club en condición de visitante.

## Clubes
| Club                    | País      | Año           |
| ----------------------- | --------- | ------------- |
| Estudiantes de La Plata | Argentina | 2025-presente |

## Estadísticas
Actualizado al último partido disputado el 17 de agosto de 2025.
| Estudiantes de La Plata Argentina | 1.ª           | 2025          | 3 | 0 | 0 | 0 | 1 | 0 | 4 | 0 |
| Estudiantes de La Plata Argentina | Total club    | Total club    | 3 | 0 | 0 | 0 | 1 | 0 | 4 | 0 |
| Total carrera | Total carrera | Total carrera | 3 | 0 | 0 | 0 | 1 | 0 | 4 | 0 |
| (1) La copa nacional se refiere a la Copa Argentina y Copa de la Liga Profesional. (2) La copa internacional se refiere a la Copa Sudamericana y Copa Libertadores. |               |               |   |   |   |   |   |   |   |   |